# Lauderdale (Minnesota)
Lauderdale és una població dels Estats Units a l'estat de Minnesota. Segons el cens del 2000 tenia 2.364 habitants.

## Demografia
Segons el cens del 2000, Lauderdale tenia 2.364 habitants, 1.150 habitatges, i 550 famílies. La densitat de població era de 2.173,2 habitants per km².
Dels 1.150 habitatges en un 19,4% hi vivien nens de menys de 18 anys, en un 37,2% hi vivien parelles casades, en un 7,7% dones solteres, i en un 52,1% no eren unitats familiars. En el 39,6% dels habitatges hi vivien persones soles el 4,6% de les quals corresponia a persones de 65 anys o més que vivien soles. El nombre mitjà de persones vivint en cada habitatge era de 2,06 i el nombre mitjà de persones que vivien en cada família era de 2,81.
Per edats la població es repartia de la següent manera: un 16,9% tenia menys de 18 anys, un 16,3% entre 18 i 24, un 38,7% entre 25 i 44, un 19,5% de 45 a 60 i un 8,7% 65 anys o més.
L'edat mediana era de 32 anys. Per cada 100 dones de 18 o més anys hi havia 94,2 homes.
La renda mediana per habitatge era de 39.063 $ i la renda mediana per família de 52.813 $. Els homes tenien una renda mediana de 33.542 $ mentre que les dones 31.059 $. La renda per capita de la població era de 23.293 $. Entorn del 3,4% de les famílies i el 9,3% de la població estaven per davall del llindar de pobresa.

## Poblacions més properes
El següent diagrama mostra les poblacions més properes.